# New Coat of Paint
New Coat of Paint è un album di tributo a Tom Waits, pubblicato nel 2000 dalla  Manifesto Records. Le canzoni sono interpretate da artisti diversi.

## Tracce
Testi e musiche di Tom Waits.
Gli interpreti sono indicati a fianco di ciascuna traccia.
1. Whistlin' Past the Graveyard - 03:37 - Screamin' Jay Hawkins
2. Pasties and a G-String - 02:23 - Andre Williams
3. Heartattack and Vine - 05:07 - Lydia Lunch feat. Nels Cline
4. Virginia Avenue - 03:23 - Knoxville Girls
5. Romeo is Bleeding - 03:33 - Dexter Romweber's Infernal Racket
6. New Coat of Paint - 03:43 - Lee Rocker
7. Broken Bicycles - 03:49 - Botanica
8. Old Boyfriends - 04:45 - Preacher Boy
9. Please Call Me, Baby - 05:10 - Sally Norvell
10. On The Nickel - 05:45 - Carla Bozulich
11. Muriel - 03:59 - Eleni Mandell
12. Poncho's Lament - 04:27 - The Blacks
13. Christmas Card from a Hooker in Minneapolis - 03:41 - Neko Case
14. Blue Skies - 03:08 Floyd Dixon